# Cafias

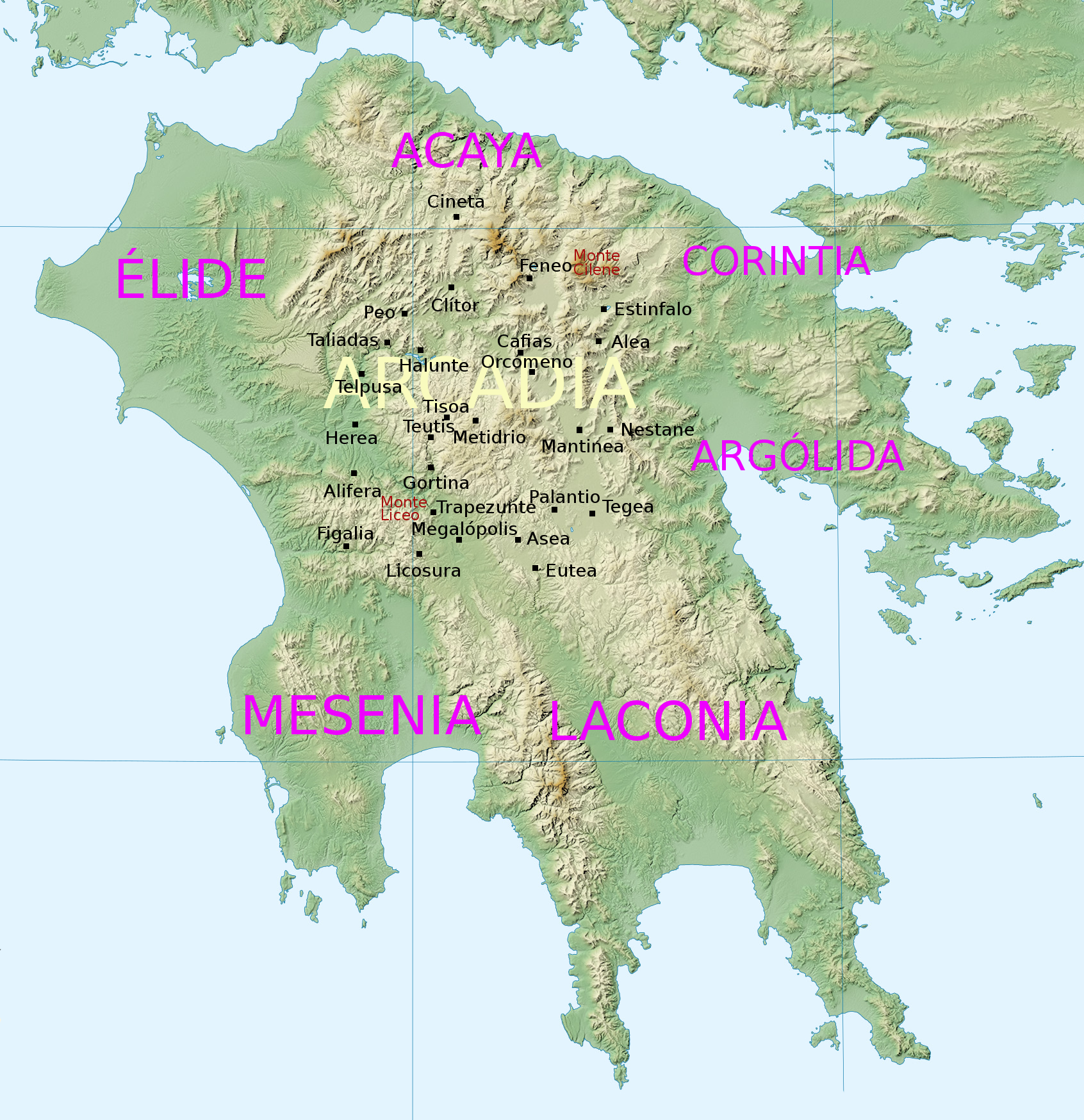
Mapa del Peloponeso con la situación de algunas de las principales ciudades de la antigua Arcadia, con la posible ubicación de la antigua Cafias, al noroeste de Orcómeno.

Cafias (griego: Καφύαι; latín: Caphyae) fue una ciudad de Arcadia en una llanura al noroeste del lago de Orcómeno y estaba al norte de Levidi. 
En la llanura de Cafias se construyó un dique de tierra para impedir las inundaciones procedentes de la región de Orcómeno en las tierras cultivadas.
Polibio, en su descripción de la batalla de Cafias, hace referencia a una llanura enfrente de Cafias, atravesada por un río, en cuyo otro lado había zanjas (τάφροι), una descripción del lugar que no se corresponde con la apariencia actual. Los τάφροι eran evidentemente zanjas con el propósito de drenar la llanura pantanosa, dirigiendo el agua hacia las katavóthra (catavotras), alrededor de las cuales, probablemente, había un pequeño lago. En la época de Pausanias el lago cubría la mayor parte de la llanura; y exactamente en la situación en la que Polibio describe las zanjas, había un montículo de tierra.
El nombre de la ciudad hay que ponerlo en relación con skáptō "excavar", pues hay abundancia de hondanadas en la tierra, las denominadas katabothra.
La leyenda atribuye su fundación a Cefeo, hijo de Áleo. Después de ser independiente, pasó a la Liga Aquea y fue una de las ciudades de la liga que fue ocupada por Cleómenes III.
En 220 a. C. los etolios derrotaron en esta ciudad a los aqueos dirigidos por Arato de Sición. Pausanias la menciona como una ciudad en ruinas, si bien algunos templos aún se visitaban. Según el geógrafo griego había un santuario de Poseidón y otro de Artemisa de sobrenombre Cnacalesia. Estrabón sólo la cita como uno de los lugares de Arcadia acerca de la que en su tiempo apenas se podían encontrar vestigios.
Es probable que durante los cuatro siglos que transcurrieron entre la batalla de Cafias y la visita de Pausanias, una disminución de la población pudo haber causado una negligencia del drenaje que había asegurado anteriormente el cultivo de toda la llanura, y que en la época del Imperio romano un terraplén de tierra había sido derribado para mantener la parte más cercana a Cafias, dejando el resto sin cultivar y pantanoso.
Pausanias dice que en el lado interno del dique fluye un río, que después de baja a una grieta de la tierra, sube de nuevo en un lugar llamado Nasos (Νάσοι); y que el nombre de la ciudad donde sube se llamba Reuno (Ῥεῦνος). Desde este lugar se forma un río perenne, el Trago (Τράγος).
No se está de acuerdo sobre su ubicación antigua, aunque parece probable que estuviera en el pueblo de Chetoussa. Las ruinas de sus murallas se pueden ver aún en dicho pueblo. El propio río Dara se cree que era el antiguo Tragos, y la montaña Kastaniá es seguramente el antiguo monte Cnácalo.